# Petlad
Petlad là một thành phố và khu đô thị của quận Anand thuộc bang Gujarat, Ấn Độ.

## Địa lý
Petlad có vị trí 22°28′B 72°48′Đ / 22,47°B 72,8°Đ Nó có độ cao trung bình là 30 mét (98 feet).

## Nhân khẩu
Theo điều tra dân số năm 2001 của Ấn Độ, Petlad có dân số 51.153 người. Phái nam chiếm 52% tổng số dân và phái nữ chiếm 48%. Petlad có tỷ lệ 74% biết đọc biết viết, cao hơn tỷ lệ trung bình toàn quốc là 59,5%: tỷ lệ cho phái nam là 79%, và tỷ lệ cho phái nữ là 67%. Tại Petlad, 10% dân số nhỏ hơn 6 tuổi.